# Нікіфорова Надія Яківна
Наді́я Я́ківна Нікі́форова (нар. 23 липня 1953, с. Верхнячка, нині смт, Черкаська область) — українська художниця. Заслужена художниця України (2011).

## Життєпис
Закінчила Харківське державне художнє училище та Ленінградський інститут театру, музики і кінематографії (1980, факультет сценографії; педагоги з фаху — І. Сегаль, В. Базанов, О. Сологуб).
Працює в галузі театрального мистецтва, живопису.
Художниця-постановниця та художниця по костюмах Черкаського академічного обласного українського музично-драматичного театру імені Т. Г. Шевченка.
У творчості звертається до образів Кобзаря, копій робіт самого Шевченка, портретів історичних постатей, гетьманів України, козака Мамая, українських краєвидів. Художниця застосувала самобутню авторську техніку фрагментарного малярства при виконанні портрету молодого Шевченка.
Член Національної спілки художників України (1998) та Всеукраїнського об'єднання художників «БЖ-Арт».